# Łąka (gromada w powiecie rzeszowskim)
Łąka – dawna gromada, czyli najmniejsza jednostka podziału terytorialnego Polskiej Rzeczypospolitej Ludowej w latach 1954–1972.
Gromady, z gromadzkimi radami narodowymi (GRN) jako organami władzy najniższego stopnia na wsi, funkcjonowały od reformy reorganizującej administrację wiejską przeprowadzonej jesienią 1954 do momentu ich zniesienia z dniem 1 stycznia 1973, tym samym wypierając organizację gminną w latach 1954–1972.
Gromadę Łąka z siedzibą GRN w Łące utworzono – jako jedną z 8759 gromad na obszarze Polski – w powiecie rzeszowskim w woj. rzeszowskim na mocy uchwały nr 32/54 WRN w Rzeszowie z dnia 5 października 1954. W skład jednostki weszły obszary dotychczasowych gromad Łąka i Terliczka ze zniesionej gminy Trzebownisko w tymże powiecie. Dla gromady ustalono 19 członków gromadzkiej rady narodowej.
31 grudnia 1961 do gromady Łąka włączono obszar zniesionej gromady Łukawiec w tymże powiecie; z gromady Łąka wyłączono natomiast wieś Terliczka, włączając ją do gromady Trzebownisko tamże; równocześnie siedzibę gromady Łąka  przeniesiono do Łukawca (zachowując nazwę gromada Łąka).
Gromada przetrwała do końca 1972 roku, czyli do kolejnej reformy gminnej.